# Bot (jogos eletrônicos)

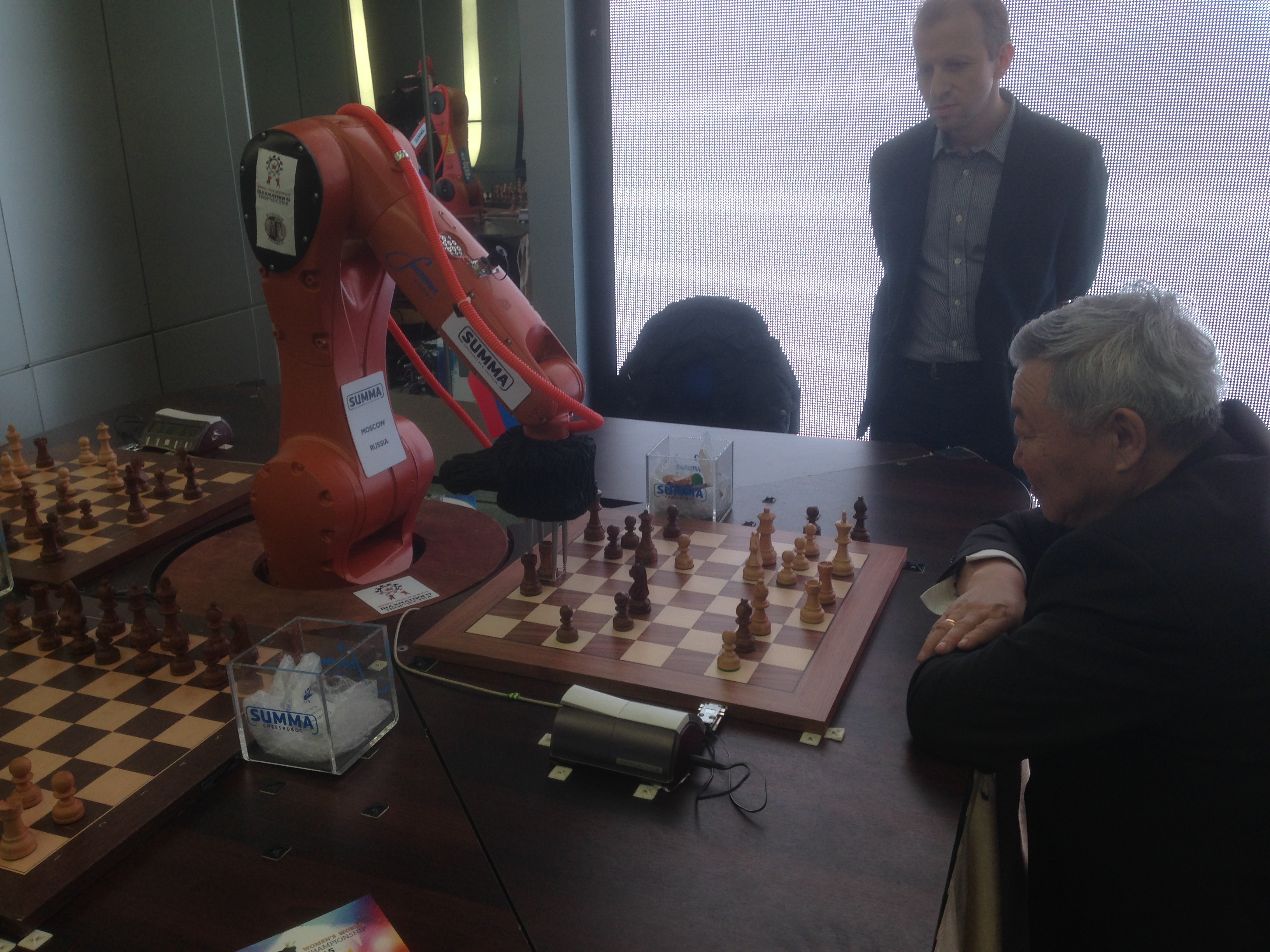
Um bot capaz de jogar xadrez. Apresentado no campeonato mundial feminino de xadrez 2015 em Sóchi.

Em jogos eletrônicos, um bot é um tipo de software de sistema especializado baseado em inteligência artificial (IA) que joga um jogo eletrônico no lugar de um humano. Os bots são usados em uma variedade de gêneros de jogos eletrônicos para uma variedade de tarefas: um bot escrito para um jogo de tiro em primeira pessoa (FPS) funciona de maneira muito diferente de um escrito para um MMORPG. O primeiro pode incluir a análise do mapa e mesmo a estratégia básica; o último pode ser usado para automatizar uma tarefa repetitiva e tediosa como farming.
Bots escritos para jogos de tiro em primeira pessoa geralmente tentam imitar como um humano jogaria um jogo. Os bots controlados por computador podem jogar contra outros bots e/ou jogadores humanos em uníssono, seja pela Internet, em uma LAN ou em uma sessão local. Os recursos e a inteligência dos bots podem variar muito, especialmente com conteúdo criado pela comunidade. Os bots avançados apresentam aprendizado de máquina para aprendizado dinâmico de padrões do oponente, bem como aprendizado dinâmico de mapas previamente desconhecidos - enquanto bots mais triviais podem depender completamente de listas de waypoints criadas para cada mapa pelo desenvolvedor, limitando o bot para jogar apenas mapas com disse waypoints.
O uso de bots é geralmente contra as regras dos atuais jogos de RPG online para múltiplos jogadores (MMORPGs), mas um número significativo de jogadores ainda usa bots de MMORPG para jogos como RuneScape.
Os jogadores de MUD podem executar bots para automatizar tarefas trabalhosas, que às vezes podem constituir a maior parte da jogabilidade. Embora seja uma prática proibida na maioria dos MUDs, há um incentivo para o jogador economizar tempo enquanto o bot acumula recursos, como experiência, para o personagem do jogador.

## Tipos de bot
Os bots podem ser estáticos, dinâmicos ou ambos. Os bots estáticos são projetados para seguir waypoints predefinidos para cada nível ou mapa. Esses bots precisam de um arquivo de waypoint exclusivo para cada mapa. Por exemplo, os bots de Quake III Arena usam um arquivo de sistema de reconhecimento de área para se mover pelo mapa, enquanto os bots de Counter-Strike usam um arquivo de waypoint. Os bots dinâmicos aprendem os níveis e mapas à medida que jogam, como RealBot para Counter-Strike. Alguns bots são projetados usando recursos estáticos e dinâmicos.